# Ibrahim Mirza bin Ala-ud-Daulah
Ibrahim Mirza bin Ala-ud-Daulah (fallecido hacia 1459) fue un gobernante timurida de Herat. Era el hijo de Ala-ud-Daulah Mirza bin Baysonqor, bisnieto de Timur.
Ibrahim llegó al poder en Herat después de la muerte de Mirza Abul-Qasim Babur bin Baysonqor. El hijo de Babur, Mirza Shah Mahmud, lo había sucedido, pero, como todavía era un niño, su dominio del poder era débil. Ibrahim derrocó a Shah Mahmud semanas después de la muerte de Babur y por lo tanto se convirtió en el gobernante de Jorasán.
En julio de 1457, sin embargo, el gobernante timúrida de Transoxiana, Abu Sa'id Mirza, invadió. Abu Sa'id ocupó Balkh pero no pudo conquistar Herāt. Los problemas de Ibrahim aumentaron cuando Jahan Shah, de las Ovejas Negras de Turkmenistán, también invadió. Después de ocupar Gurgan, derrotó a Ibrahim fuera de Astarabad. El padre de Ibrahim, Ala-ud-Daulah Mirza bin Baysonqor, se reunió con él en Herat para ofrecer ayuda, pero al final ambos huyeron de la región. Jahan Shah entró en Herat el 28 de junio de 1458, pero pronto se retiró. Sin embargo, Ibrahim no pudo recuperar su reino; Jorasán en cambio cayó ante Abu Sa'id Mirza.
Poco después, Ibrahim y Ala-ud-Daulah Mirza bin Baysonqor formaron una alianza con Sanjar Mirza (un nieto del hijo de Timur 'Umar Shaikh) contra Abu Sa'id Mirza. Las fuerzas contrarias se encontraron durante la Batalla de Sarakhs en marzo de 1459, donde Abu Sa'id los derrotó. Ibrahim y su padre huyeron, mientras que Sanjar Mirza fue ejecutado. Ibrahim murió pocos meses después; su padre murió al año siguiente.